# Plaque Philips
La plaque Philips est une récompense qui était remise au joueur de hockey sur glace de la Ligue de hockey junior majeur du Québec (LHJMQ) qui totalisait le meilleur pourcentage d'engagements gagnés.

## Lauréats
La liste des cinq récipiendaires est la suivante :
- 1997-1998 : Éric Demers - Tigres de Victoriaville
- 1998-1999 : Éric Demers - Wildcats de Moncton
- 1999-2000 : Éric Pinoul - Castors de Sherbrooke
- 2000-2001 : Pierre-Luc Émond- Voltigeurs de Drummondville
- 2001-2002 : Pierre-Luc Émond - Screaming Eagles du Cap-Breton